# Gigante (ort)
Gigante är en ort i Colombia.   Den ligger i kommunen Gigante och departementet Huila, i den centrala delen av landet, 300 km sydväst om huvudstaden Bogotá. Gigante ligger 836 meter över havet och antalet invånare är 9 829.
Terrängen runt Gigante är lite bergig. Runt Gigante är det ganska glesbefolkat, med 38 invånare per kvadratkilometer. Det finns inga andra samhällen i närheten. I omgivningarna runt Gigante växer i huvudsak städsegrön lövskog.